# Typha alekseevii
Typha alekseevii är en kaveldunsväxtart som beskrevs av Evgenij Vladimirovich Mavrodiev. Typha alekseevii ingår i släktet kaveldun, och familjen kaveldunsväxter. Inga underarter finns listade i Catalogue of Life.